# Crush Tears
Crush Tears（クラッシュ・ティアーズ）は、声優の小林ゆうが精力的な音楽活動の母体として結成した音楽ユニット。
小林は自らをYUと名乗り担当はヴォーカルを務める。初期メンバーはヴォーカルのYUとギターのRYOの2名。
ユニット名には「トキメキ涙」という意味がある。

## 経歴

### 2009年
- 小林ゆう単独ライブ「Don't stop me now」の場で、Crush Tearsでの音楽活動を発表。

### 2010年
- 2月17日 1stシングル「閃光の瞬き」をリリース。横浜・秋葉原で握手会を行った。
- 3月20日 渋谷egg manにてデビューライブを開催（フリーイベント）。
- 7月7日 2ndシングル「Communication Breakdown」をリリース。
- 7月11日 ラゾーナ川崎にて発売記念イベント開催。(YU・RYO出演)
- 7月22日 写真集「2♥ 1♥」発売。
- 7月31日 ファーストライブ「Crush Tears First Live」開催（ゲスト・大槻ケンヂ）。
- 8月25日 ファーストアルバム「Crush Tears I」をリリース。
- 8月29日 「Animelo Summer Live 2010-evolution」に出演（YU・RYO・TAKUMA）。
- 1st Album発売記念イベント開催。
  - 9月11日 大阪（YU・RYOが出演）
  - 9月12日 秋葉原・横浜（YU・RYOが出演）
  - 9月25日 新宿（YU・RYO・TAKUMAが出演）
- 12月15日 3rdシングル「LOVE LOVE SHOW/Shangri-La」をリリース。
- 12月19日 五反田ゆうぽうとホールにて2nd live「1219 ROCK HUNTER」開催（ゲスト・田村直美）。

### 2011年
- 1月9日　 3rdシングル発売記念イベント開催。(YU・RYO出演)

## メンバー
- YU（ヴォーカル）
声優の小林ゆう。小林ゆうとは別人の男性という設定。
- RYO（ギター）　
7月20日生まれ、O型。福岡県出身。趣味は料理・スポーツ。モットーは「努力は裏切らない」。愛称は右の人。
ギターは15歳からやっていて、ギター歴は9年（2010年8月）。
姉がイベントに来たことがある

## サポートメンバー
- TAKUMA（ベース）
5月30日生まれ、A型。愛知県出身。趣味は即寝。モットーは「なんとかなる」。
- KEI（ドラム）
9月13日生まれAB型。神奈川県出身。趣味は筋トレ。モットーは「有言実行」。

## ディスコグラフィー

### シングル
|     | 発売日         | タイトル                  | 備考                                                                          | 最高位 |
| --- | -------------- | ------------------------- | ----------------------------------------------------------------------------- | ------ |
| 1st | 2010年2月17日  | 閃光の瞬き                | テレビ『アニソンぷらす』テーマソング                                          | 64位   |
| 2nd | 2010年7月7日   | Communication Breakdown   | テレビアニメ『爆丸バトルブローラーズ ニューヴェストロイア』エンディング主題歌 | 82位   |
| 3rd | 2010年12月15日 | LOVE LOVE SHOW/Shangri-La | THE YELLOW MONKEY・電気グルーヴのカバー。両A面シングル                        | 137位  |

### アルバム
|     | 発売日        | タイトル      | 備考                           | 最高位 |
| --- | ------------- | ------------- | ------------------------------ | ------ |
| 1st | 2010年8月25日 | Crush Tears I | 大槻ケンヂ、杉田智和が声で出演 | 131位  |

## 出演

### TV
- アニメ星人（チバテレビ、2010年7月3日）
- アニソ〜ンぷらす（テレビ東京、2010年9月21日）出演
- アニソンぷらす（テレビ東京、2010年2月15日、4月12日）出演

### ラジオ
- ミュ〜コミ+プラス（ニッポン放送、2010年6月8日）
- A&Gメディアステーション こむちゃっとカウントダウン（文化放送、2010年7月3日）
- 寺島尚正 ラジオパンチ!（文化放送、2010年7月14日）
- YUのCrush RADIO（文化放送「A&G 超RADIO SHOW〜アニスパ!〜」内、2010年8月7日 - 28日）
- ON8（bayfm、2010年12月21日）

### ライブ
- Crush Tears Debut Live（2010年3月20日 渋谷egg man）
- Crush Tears 1st Live at Ebisu Liquid Room（2010年7月31日、恵比寿リキッドルーム）
- Crush Tears 2nd Live 1219 ROCK HUNTER（2010年12月19日 五反田ゆうぽうとホール）

### イベント
- Animelo Summer Live 2010-evolution（さいたまスーパーアリーナ、2010年8月29日）